# Porciles (Salas)
Porciles es un lugar español de la parroquia de Bodenaya, perteneciente al municipio de Salas, en la comunidad autónoma de Asturias.

## Historia
Hacia mediados del siglo XIX, el lugar, ya por entonces perteneciente a la parroquia de Bodenaya del municipio de Salas, tenía contabilizada una población de 117 habitantes. Aparece descrito en el decimotercer volumen del Diccionario geográfico-estadístico-histórico de España y sus posesiones de Ultramar de Pascual Madoz con las siguientes palabras:

PORCILES: l. en la prov. de Oviedo, ayunt. de Salas y felig. de Sta. Maria de Bodenaya (V.). pobl.: 23 vec., 117 almas.
(Madoz, 1849, p. 154)

En 2023, la entidad singular de población de Porciles tenía empadronados 38 habitantes, todos ellos en diseminado.